# Valerio Zanone
 (janvier 2016).
Si vous disposez d'ouvrages ou d'articles de référence ou si vous connaissez des sites web de qualité traitant du thème abordé ici, merci de compléter l'article en donnant les références utiles à sa vérifiabilité et en les liant à la section « Notes et références ».
Valerio Zanone, né le 22 janvier 1936 à Turin et mort le 7 janvier 2016 à Rome, est un homme politique italien.
Il fut notamment secrétaire et président du Parti libéral italien (PLI), ainsi que sénateur du Parti démocrate (PD)[Quand ?].

## Biographie
Valerio Zanone devient sénateur du Parti démocrate (PD) en succédant à Giovanni Malagodi avec lequel il était en désaccord, étant plus favorable avec une alliance avec le centre gauche.
Il est maire de Turin entre 1990 et 1991.
En novembre 1992, il déclare publiquement faire partie d'une loge maçonnique .

### Mort
Valerio Zanone meurt le 7 janvier 2016 à Rome.